# 23478 Chikumagawa
23478 Chikumagawa este o planetă minoră (asteroid), cu un diametru de 7,869 km, din centura de asteroizi. A fost descoperită pe 21 ianuarie 1991 la Geisei observatory⁠(d) de Tsutomu Seki. 
Obiectul prezintă o orbită caracterizată de o semiaxă mare de 2,8073221 UAi, o excentricitate de 0,24, o înclinație de 6,02358 ° în raport cu ecliptica.